# Great Cransley
Great Cransley – wieś w Anglii, w hrabstwie Northamptonshire. Leży 4 km od miasta Kettering. W 2009 miejscowość liczyła 252 mieszkańców.